# Урняк (Чекмагушівський район)
Урня́к (рос. Урняк, башк. Үрнәк) — село у складі Чекмагушівського району Башкортостану, Росія. Адміністративний центр Урняцької сільської ради.
Населення — 665 осіб (2010; 830 у 2002).
Національний склад:
- татари — 62 %
- башкири — 36 %